# Patricio Aylwin

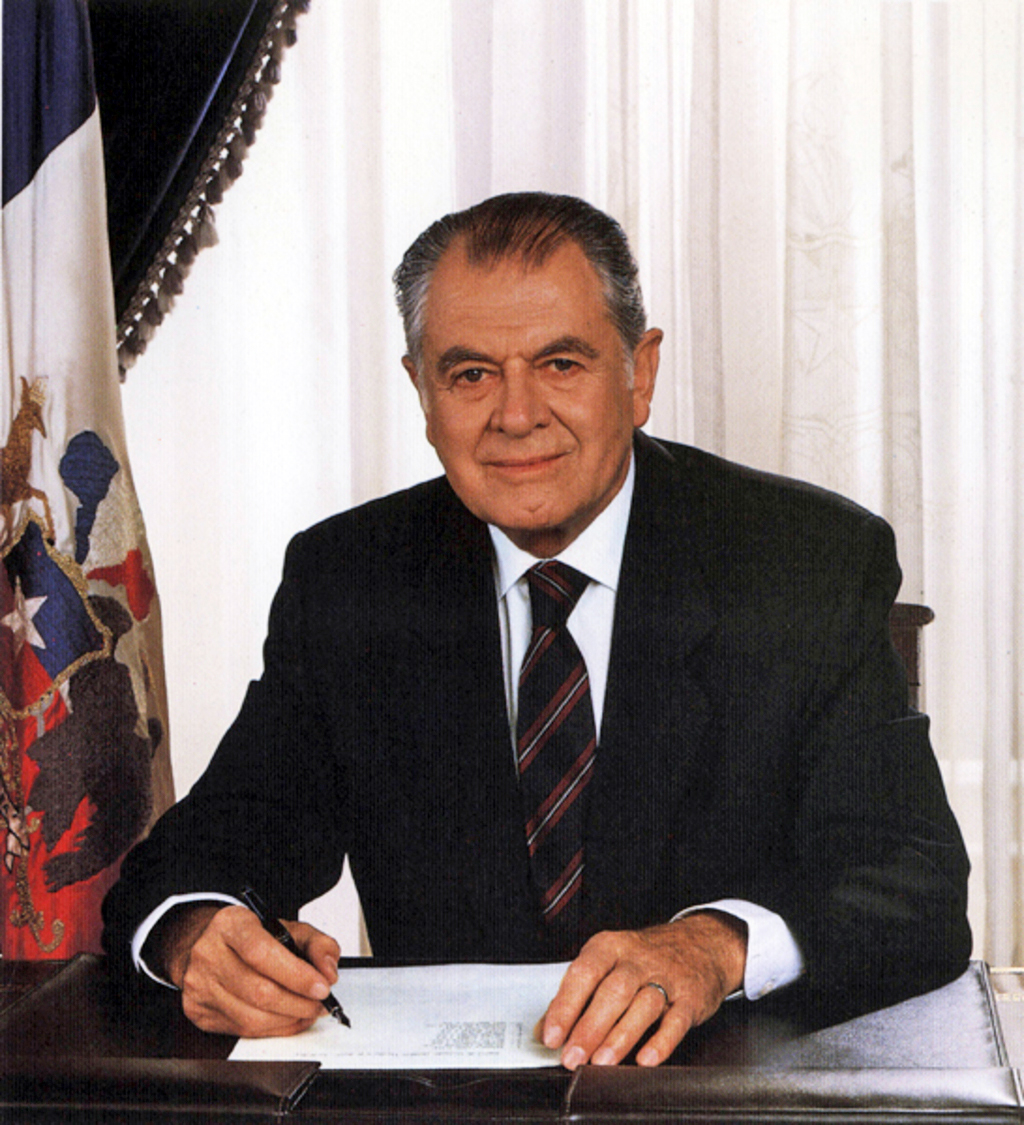
Patricio Aylwin Azócar (1990)

Patricio Aylwin Azócar (Viña del Mar, 26 november 1918 – Santiago, 19 april 2016) was een Chileens politicus van de Christendemocratische Partij van Chili (PDC). 
Hij was voorzitter van de senaat van Chili in 1970-1972 en werd de eerste president van zijn land, van 1990 tot 1994, na het herstel van de democratie na de dictatuur van Augusto Pinochet.
- Biblioteca Nacional de Chile: 000039136
- Biblioteca Nacional de España: XX964322
- Bibliothèque nationale de France: cb12225785j (data)
- Catàleg d'autoritats de noms i títols de Catalunya: 981058617405006706
- CiNii: DA09891260
- Gemeinsame Normdatei: 119408090
- International Standard Name Identifier: 0000 0001 1575 5228
- Library of Congress Control Number: n84229454
- Bibliotheek van het Japanse parlement: 00662634
- Nationale Bibliotheek van Israël: 987007467534605171
- Nederlandse Thesaurus van Auteursnamen: 132934418
- Réseau des bibliothèques de Suisse occidentale: 02-A009267540
- SNAC: w6mk8mjx
- Système universitaire de documentation: 030942942
- Virtual International Authority File: 76368604
- WorldCat: E39PBJpYBQ33M3mdGJRMWcdYT3